# 島尻層泥岩
島尻層泥岩（しまじりそうでいがん）は、南西諸島に広く分布する泥岩の地層。鮮新世から中新世にかけて中国大陸東海岸沖の海底に堆積した砂や泥の層が隆起によって地上に現れた地層であり、厚みは1,000メートル以上にもなる。島尻層群泥岩、または島尻粘土と呼ばれることもある。沖縄島や宮古島ではクチャと呼ばれ、特に南部の太平洋側に広く分布している。上位から新里層、与那原層、豊見城層に分けられる。風化してできた土壌はジャーガルと呼ばれる。

## 性質
おおむね20 - 40%の水分を含んでおり比重は2.72 - 2.79である。大量の水を含むと軟化する性質があり、吸水と乾燥を繰り返すと崩壊する。均一な地層としては高い強度を持つが、断層に沿ってすべりやすい性質があり、豪雨によってしばしば地すべりを引き起こす。沖縄島南部に広がる小さな丘と広い谷を特徴とする地形は、島尻層泥岩の地すべりが繰り返されることによって形成されたものである。宮古島では、琉球石灰岩の下にあり、所々露出している。琉球石灰岩の谷を利用して地下ダムが作られている。